# Apollo 7
A Apollo 7 foi um voo espacial tripulado norte-americano e a primeira missão tripulada do Programa Apollo. O voo marcou volta de humanos ao espaço pelo programa espacial dos Estados Unidos depois do incêndio da Apollo 1 em janeiro de 1967. A tripulação era formada por Walter Schirra, Donn Eisele e Walter Cunningham, com os três tendo sido inicialmente designados para a segunda missão do programa e depois como reservas da Apollo 1. Voos espaciais foram suspensos depois do incêndio enquanto as investigações ocorriam e melhorias eram implementadas na espaçonave e nos procedimentos de segurança, com testes não-tripulados tendo ocorrido. Os três astronautas passaram meses em treinamento e também longos períodos monitorando a construção de seu Módulo de Comando e Serviço com o objetivo de impedir um acidente similar ao incêndio.
Schirra, Eisele e Cunningham foram lançados ao espaço em 11 de outubro de 1968 da Estação da Força Aérea de Cabo Kennedy, na Flórida, por um foguete Saturno IB, com a missão ao todo tendo durado pouco menos de onze dias. Os três realizaram vários testes no Módulo de Comando e Serviço e também a primeira transmissão televisiva de uma espaçonave norte-americana na história. Houve grande tensão e conflito entre os astronautas e o Controle da Missão em terra, porém a missão foi um sucesso e ela amerrissou em segurança no Oceano Atlântico em 22 de outubro. Nenhum dos tripulantes retornou ao espaço de novo, parcialmente devido a esses conflitos. Mesmo assim, a Apollo 7 foi um grande passo para o objetivo final da alunissagem tripulada antes do fim da década e deu confiança para a NASA enviar a Apollo 8 até a órbita lunar apenas dois meses depois.

## Antecedentes
Os Estados Unidos estavam no meio da Guerra Fria, uma disputa geopolítica com a União Soviética, no final da década de 1950 e início da de 1960. Os soviéticos lançaram em outubro de 1957 o Sputnik 1, o primeiro satélite artificial da história. Isto causou temores ao redor do mundo, pois demonstrou que a União Soviética era capaz de lançar armas nucleares a distâncias intercontinentais, ao mesmo tempo que desafiava a reivindicação de superioridade militar, econômica e tecnológica dos Estados Unidos. Isto precipitou a Crise do Sputnik e iniciou a Corrida Espacial, levando à criação da NASA em 1958.
O presidente norte-americano John F. Kennedy acreditava que era do interesse nacional dos Estados Unidos ser superior a outras nações, além de que a percepção do poderio norte-americano era pelo menos tão importante quanto a realidade. Dessa forma era intolerável que a União Soviética fosse mais avançada no campo da exploração espacial. Ele determinou que os Estados Unidos deveriam competir, procurando um desafio que maximizasse suas chances de vitória. Ele escolheu tal projeto depois de consultar-se com especialistas e conselheiros: pousar um homem na Lua. A NASA trabalhou para alcançar esse objetivo incrementalmente, enviando astronautas para o espaço primeiro no Projeto Mercury e depois no Projeto Gemini, que antecederam o Programa Apollo.
A primeira missão tripulada da Programa Apollo seria a Apollo 1, composta pelos astronautas Gus Grissom, Edward White e Roger Chaffee. Entretanto, os três foram mortos em 27 de janeiro de 1967 quando um incêndio começou dentro da cabine da espaçonave enquanto realizavam testes pré-lançamento. Seguiu-se uma revisão completa da segurança do Programa Apollo. A Apollo 7 tornou-se a nova primeira missão tripulada sob novo cronograma e foi decidido que ela usaria um Módulo de Comando e Serviço do Bloco II, projetado para as missões lunares, diferentemente do Bloco I, projetado apenas para missões em órbita terrestre, que teria sido usado na Apollo 1. A espaçonave e os trajes espaciais foram amplamente redesenhados com o objetivo de reduzir a chance de uma repetição do acidente que matou Grissom, White e Chaffee. A Apollo 7 testaria os sistemas de suporte de vida, propulsão, orientação e controles no decorrer de onze dias, mais curta do que os catorze dias programados para a Apollo 1.

## Tripulação

### Principal
| Posição                     | Astronauta            |
| --------------------------- | --------------------- |
| Comandante                  | Walter M. Schirra Jr. |
| Piloto do Módulo de Comando | Donn F. Eisele        |
| Piloto do Módulo Lunar      | R. Walter Cunningham  |

O Comandante da Apollo 7 era Walter Schirra, formando da Academia Naval dos Estados Unidos em 1945 e um dos astronautas do Grupo 1 da NASA. Ele anteriormente tinha voado ao espaço em 1962 na Mercury-Atlas 8, a quinta missão tripulada do Projeto Mercury, e depois em 1965 na Gemini VI-A. Ele tinha 45 anos na época da Apollo 7. O Piloto do Módulo de Comando era Donn Eisele, então com 38 anos, que tinha se formado na Academia Naval em 1952 com um bacharelato em aeronáutica e escolhido servir junto com a Força Aérea. O Piloto do Módulo Lunar era Walter Cunningham, então com 36 anos, que tinha entrado na Marinha em 1951 e iniciado treinamentos de voo no ano seguinte, tendo servido como piloto de caça de 1953 a 1956 e depois como civil na reserva do Corpo de Fuzileiros Navais. Ele tinha conquistado um bacharelato e mestrado pela Universidade da Califórnia em Los Angeles em 1960 e 1961. Tanto Eisele quanto Cunningham tinham sido escolhidos astronautas no Grupo 3 de 1963.
Eisele estava originalmente designado para uma posição na tripulação da Apollo 1 junto com Grissom e White, porém ele sofreu uma lesão no ombro que precisou de cirurgia apenas alguns dias antes do anúncio oficial das tripulações, em 25 de março de 1966. Chaffee recebeu a posição e Eisele foi colocado na tripulação de Schirra.
Schirra, Eisele e Cunningham foram nomeados como uma tripulação em 29 de setembro de 1966. Eles deveriam voar um segundo teste orbital do Módulo de Comando e Serviço. Cunningham ficou feliz por ter sido designado para uma tripulação principal sem antes ter servido como reserva, porém ficou incomodado pelo fato de que a Apollo 2 seria desnecessária caso a Apollo 1 fosse bem-sucedida. Ele depois descobriu que Donald Slayton, o Diretor de Operações de Tripulações de Voo e outro astronauta do Grupo 1 que tinha sido proibido de voar por motivos médicos, estava planejando, com o apoio de Schirra, comandar a missão caso conseguisse uma liberação médica. Isto não ocorreu e Schirra permaneceu no comando, com a Apollo 2 sendo cancelada em novembro e Schirra, Eisele e Cunningham sendo designados como reservas da Apollo 1.

### Reserva
| Posição                     | Astronauta         |
| --------------------------- | ------------------ |
| Comandante                  | Thomas P. Stafford |
| Piloto do Módulo de Comando | John W. Young      |
| Piloto do Módulo Lunar      | Eugene A. Cernan   |

A tripulação reserva era formada por Thomas Stafford, John Young e Eugene Cernan como, respectivamente, Comandante, Piloto do Módulo de Comando e Piloto do Módulo Lunar. Pela rotação normal de tripulações, ela se tornaria depois a principal da Apollo 10 e realizaria seu voo espacial em maio de 1969.

### Suporte
Uma terceira tripulação de astronautas foi adicionada para o Programa Apollo, conhecida como tripulação de suporte. Slayton a criou porque James McDivitt, comandante da Apollo 9, acreditava que reuniões que necessitariam da presença de um membro da tripulação seriam perdidas, devido às preparações que ocorreriam em instalações por todo os Estados Unidos. Os membros da tripulação de suporte, assim, deveriam ajudar de acordo com as ordens do comandante da missão. Eles geralmente tinham um nível hierárquico mais baixo, e suas funções consistiam em manter o plano de voo, listas de checagens e regras da missão, e também em garantir que as tripulações principal e reserva fossem notificadas das mudanças. Também desenvolviam procedimentos que deveriam estar prontos quando as tripulações principal e reserva fossem treinar em simuladores.
A tripulação de suporte da Apollo 7 era inicialmente formada por Ronald Evans, John Swigert e Edward Givens, porém este último morreu em junho de 1967 e foi substituído por William Pogue. Evans envolveu-se em testes de equipamentos no Centro Espacial John F. Kennedy, Swigert trabalhou nos aspectos operacionais da missão e Pogue passou seu tempo modificando procedimentos. A tripulação de suporte também preenchia funções quando as tripulações principal e reserva não estavam disponíveis.

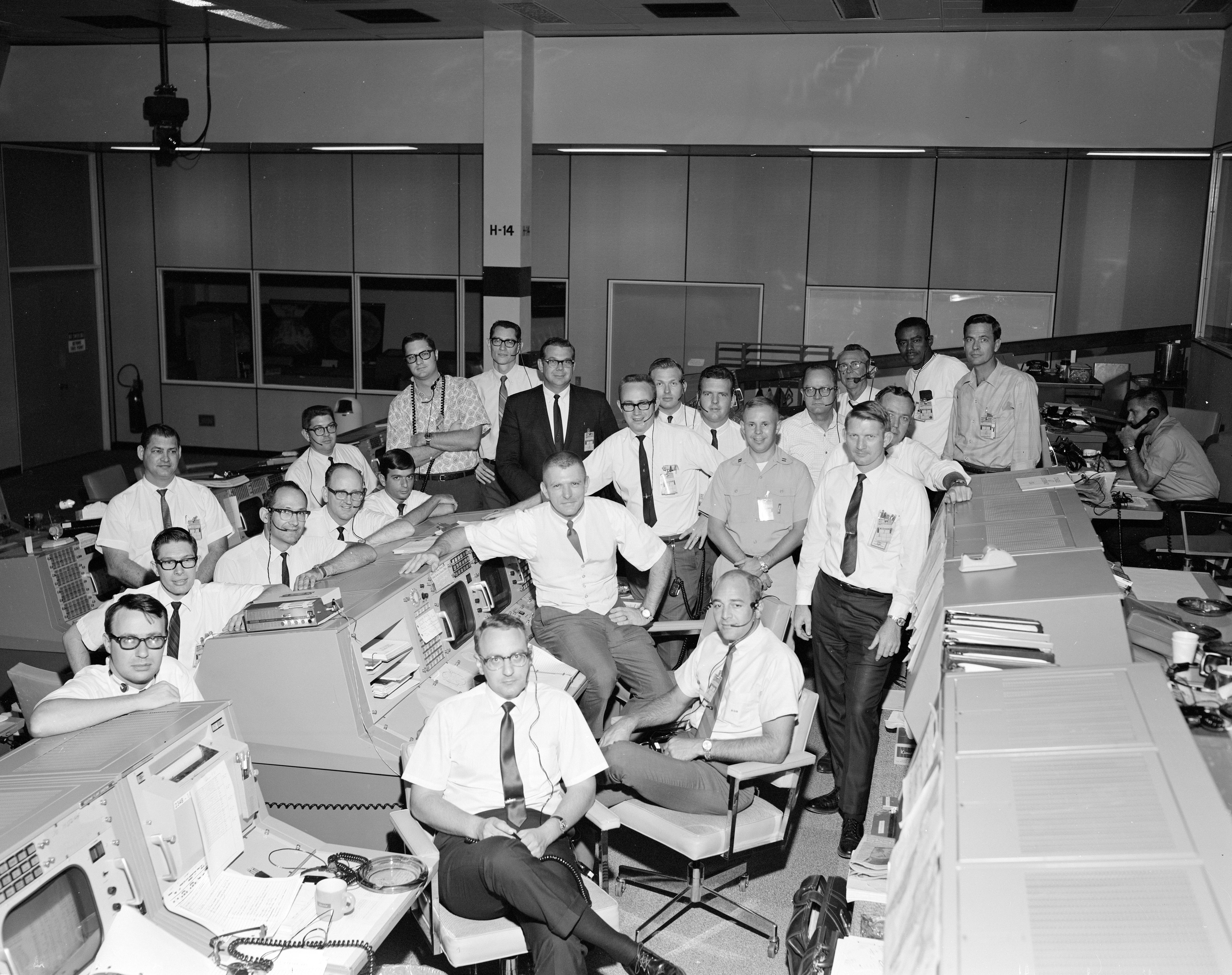
Duas das equipes de suporte de voo da Apollo 7 no Controle da Missão

### Controle da Missão
O comunicador com a cápsula (CAPCOM) era um astronauta do Controle da Missão no Centro de Espaçonaves Tripuladas, em Houston no Texas, que era a única pessoa autorizada a se comunicar diretamente com a tripulação no espaço. Os CAPCOMs da Apollo 7 foram todos membros das tripulações reserva e de suporte: Evans, Pogue, Stafford, Swigert, Young e Cernan.
Também havia três diretores de voo, divididos em três equipes diferentes de controladores, cada uma trabalhando em turnos de, normalmente, aproximadamente oito horas cada. Seu trabalho no Programa Apollo era descrito em uma única frase: "O diretor de voo deve tomar quaisquer ações necessárias para a segurança da tripulação e o sucesso da missão". Os diretores de voo da Apollo 7 foram Glynn Lunney da Equipe Ouro, Gene Kranz da Equipe Branca e Gerry Griffin da Equipe Ouro.

## Emblema

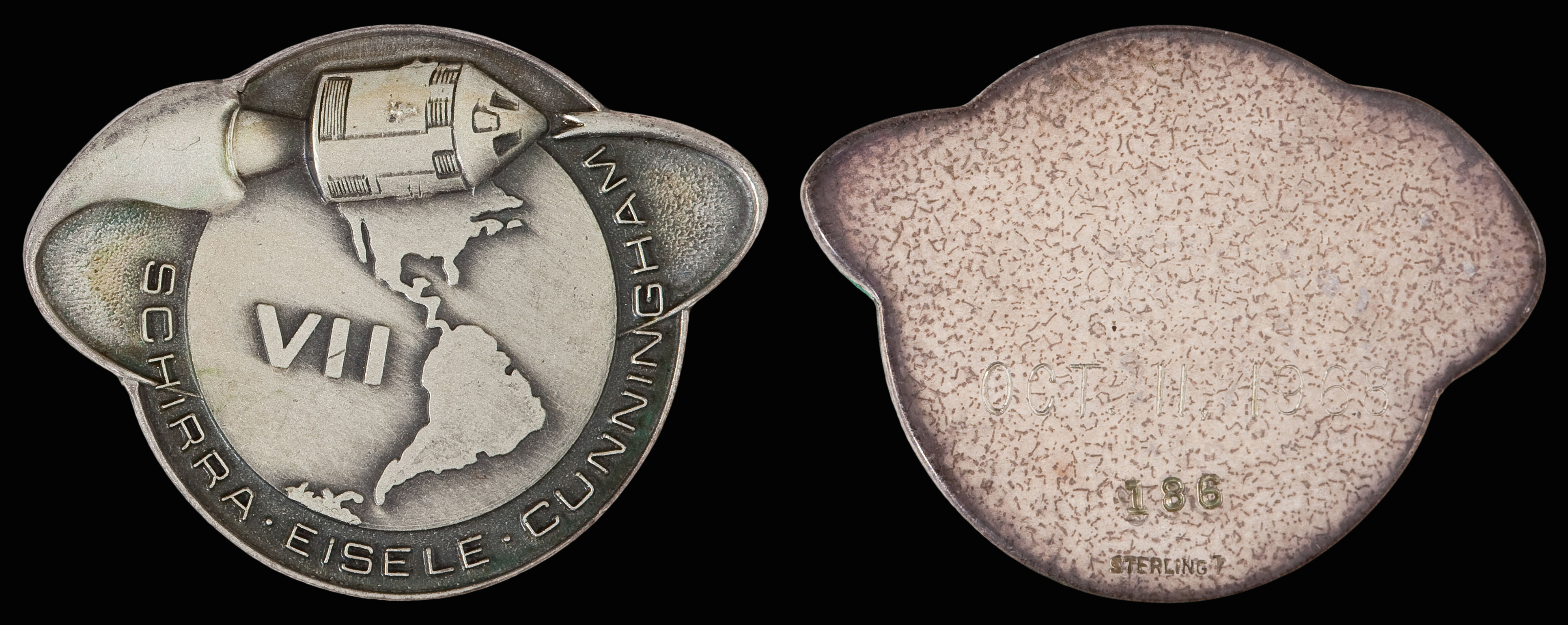
Um medalhão comemorativo que voou a bordo da Apollo 7

O emblema da Apollo 7 mostra um Módulo de Comando e Serviço com seu motor do Sistema de Propulsão de Serviço acionado, com o rastro do motor dando a volta ao redor da Terra, que mostra o continente Americano. Esse rastro do motor se estende até as extremidades do planeta para simbolizar a natureza orbital terrestre da missão. O número da missão foi grafado no Oceano Pacífico em algarismos romanos como "VII", enquanto os nomes dos três astronautas aparecem em um arco ao redor da parte inferior do planeta. O emblema da Apollo 7 foi desenhado Allen Stevens, um desenhista gráfico da Rockwell International.
Stevens tinha desenhado o emblema da Apollo 1 e foi convocado de volta pelos astronautas para criar o emblema da Apollo 7. Schirra, Eisele e Cunningham originalmente queriam enfatizar o sacrifício da Apollo 1 e a recuperação do programa espacial dos Estados Unidos, assim eles acabaram escolhendo imagens com uma fênix. Entretanto, como o emblema deveria receber a aprovação da NASA, os astronautas acharam que simbologia da fênix seria considerada de mau gosto e abandonaram o conceito. Cunningham então pediu para Stevens se concentrar em um círculo para a Terra e uma elipse para uma órbita, com diferentes versões sendo criadas e apresentadas até uma ser escolhida pelos astronautas, que foi aprovada pelos oficiais da NASA.

## Preparações
Slayton, após a Apollo 1, pediu para que Schirra, Eisele e Cunningham voassem na primeira missão tripulada depois da pausa. Segundo Cunningham, Schirra originalmente tinha pouco interesse em um terceiro voo espacial, entretanto, voar a primeira missão depois do incêndio mudou seu pensamento, "Wally Schirra estava sendo retratado como o homem escolhido para resgatar o programa espacial tripulado. E isso era uma tarefa digna do interesse de Wally". Eisele comentou que "nós sabíamos, vindo dos calcanhares do incêndio, que o destino e futuro de todo o programa espacial tripulado, sem falar de nossas próprias peles, dependiam do sucesso ou fracasso da Apollo 7".
Os três astronautas tinham pouca confiança na fábrica da North American Rockwell em Downey, na Califórnia, onde os Módulos de Comando e Serviço eram construídos, assim eles ficaram determinados em acompanhar cada passo de sua construção e testes. Isto interferiu nos seus treinamentos, porém os simuladores ainda não estavam prontos e os três sabiam que ainda demoraria muito para o lançamento. Eles passaram longos períodos em Downey. Os simuladores foram construídos no Centro de Espaçonaves Tripuladas em Houston, no Texas, e no Centro Espacial Kennedy em Cabo Kennedy, na Flórida. A tripulação teve dificuldade em encontrar tempo para fazerem tudo assim que os simuladores ficaram disponíveis, mesmo tendo a ajuda das tripulações reserva e de suporte; os astronautas frequentemente trabalhavam doze a catorze horas por dia. Seu foco mudou para treinamentos na Flórida depois do módulo ter sido enviado para o Centro Espacial Kennedy, porém costumavam a ir a Houston para reuniões técnicas e de planejamento. Eles muitas vezes permaneciam no Centro Espacial Kennedy durante os fins de semana em vez de retornarem para Houston, podendo assim participarem de treinamentos e testes na espaçonave. O ex-astronauta Thomas Jones afirmou que Schirra, "com evidências indisputáveis dos riscos que a tripulação assumiria, tinha agora um poder imenso com a gerência da NASA e da North American, e ele o usou. Seja em salas de reunião ou na linha de produção da espaçonave, Schirra conseguiu sua vontade".

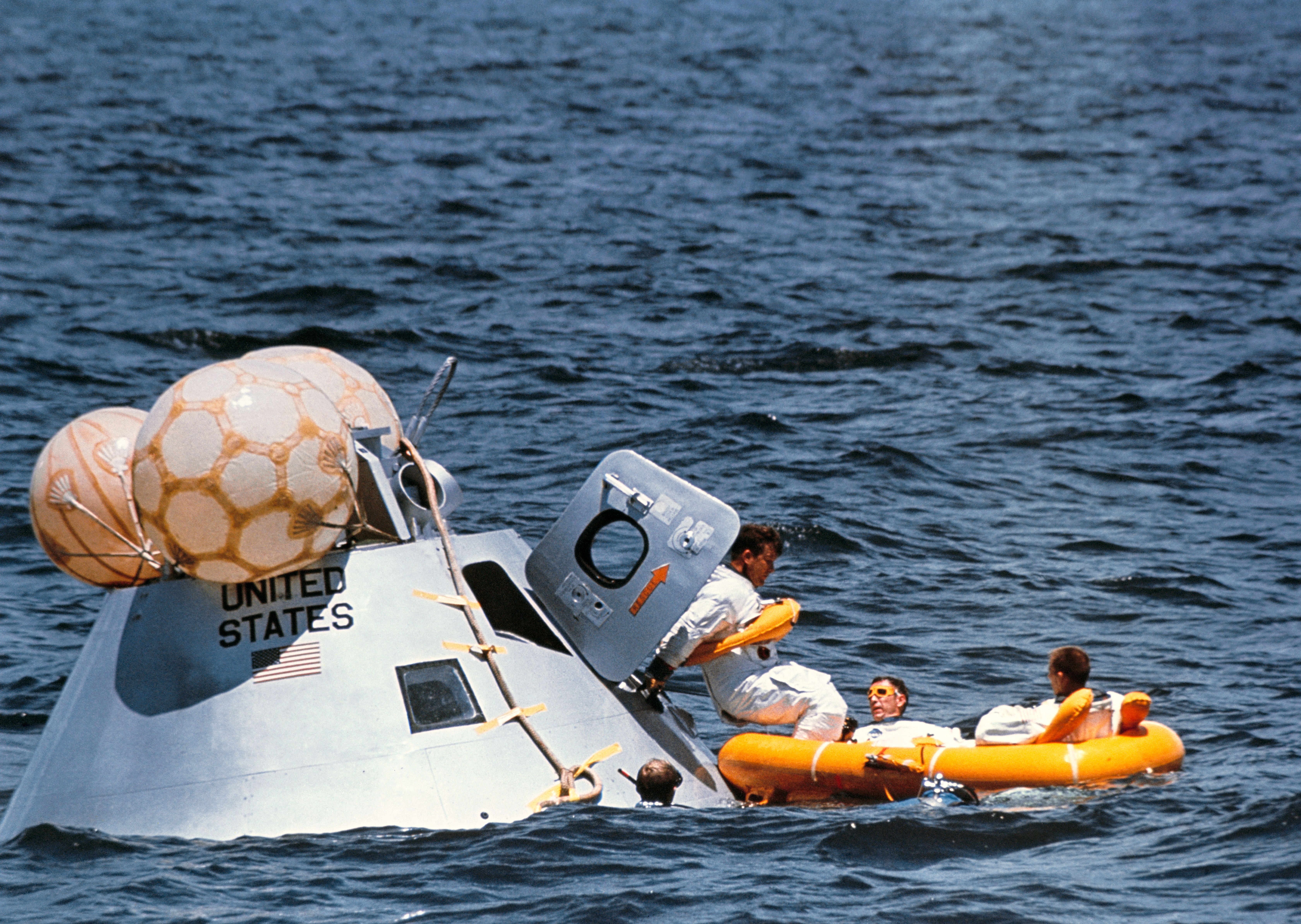
Os astronautas durante treinamento de saída na água em 5 de agosto de 1968

A tripulação da Apollo 7 passou cinco horas em treinamento para cada hora que deveriam passar na missão caso ela durasse onze dias. Além disso, eles compareceram a instruções técnicas, encontros de pilotos e também estudaram por conta própria. Eles realizaram treinamentos de evacuação de plataforma, treinamentos de saída na água para deixarem a espaçonave depois da amerrissagem e aprenderam a usar equipamentos de controle de incêndio. Também treinaram no Computador de Orientação da Apollo no Instituto de Tecnologia de Massachusetts. Cada astronauta passou 160 horas em simuladores, com o Controle da Missão participando ao vivo em algumas sessões. O teste de potência interna, o mesmo em que o incêndio da Apollo 1 ocorreu, foi realizado com a tripulação dentro da espaçonave, mas com a escotilha aberta. Um dos motivos dos astronautas da Apollo 1 terem morrido foi impossibilidade de abrir a escotilha antes do fogo ter se alastrado por toda a cabine; o projeto da escotilha foi alterado para a Apollo 7 em diante.
Módulos de Comando similares ao que seria usado na Apollo 7 foram sujeitos a testes antes da missão. Uma tripulação formada por Joseph Kerwin, Vance Brand e Joe Engle testou um módulo dentro de uma câmara de vácuo no Centro de Espaçonaves Tripuladas em junho de 1968 por oito dias para avaliar seus sistemas. Outra tripulação composta por Jim Lovell, Stuart Roosa e Charles Duke entraram em um módulo que foi abaixado no mar do Golfo do México por 48 horas com o objetivo ver como seus sistemas responderiam a água do mar. Mais testes ocorreram no mês seguinte em um tanque do Centro de Espaçonaves Tripuladas. Incêndios foram iniciados dentro de um simulador de massa sob várias composições e pressões atmosféricas. Os resultados levaram à decisão de usar uma atmosfera de sessenta por cento de oxigênio e quarenta por centro de nitrogênio dentro da espaçonave no lançamento, que depois seria substituída até quatro horas depois por uma de oxigênio puro em baixa pressão, o que criaria uma proteção maior contrafogo. Outro simulador de massa foi sujeito a testes de queda de paraquedas e de simulações para avaliar danos prováveis caso o módulo pousasse em terra. Todos os resultados foram satisfatórios.
A União Soviética, nos meses que precederam o lançamento da Apollo 7, enviaram as sondas Zond 4 e Zond 5 ao redor da Lua, aparentemente para pressagiar uma missão circunlunar tripulada. O Módulo Lunar Apollo estava sofrendo atrasos e assim George Low, o Gerente do Programa da Espaçonave Apollo, propôs enviar a Apollo 8 para a órbita lunar sem um Módulo Lunar caso a Apollo 7 fosse bem-sucedida. Essa ideia foi aceita e isso aumentou ainda mais a importância da Apollo 7.
O alemão Günter Wendt, um engenheiro da McDonnell Aircraft Corporation, tinha liderado as equipes da plataforma de lançamento durante os projetos Mercury e Gemini, possuindo a responsabilidade final pela condição da espaçonave no lançamento. Ele tinha conquistado o respeito e admiração dos astronautas, incluindo de Schirra. Entretanto, a construtora da espaçonave mudou da McDonnell para a North American Rockwell no Programa Apollo, consequentemente Wendt deixou de ser o líder de plataforma para a Apollo 1. Após o incêndio, Schirra foi firme em seu desejo de ter Wendt de volta para seu voo na Apollo 7, conseguindo fazer com que Slayton persuadisse a gerência da North American Rockwell a contratar Wendt. O astronauta também pressionou o gerente de operações de lançamento da empresa para que o turno de Wendt fosse mudado de meia-noite para o dia, possibilitando assim que ele fosse o líder de plataforma na Apollo 7. Wendt permaneceu como o líder de plataforma durante todo o Programa Apollo.

## Equipamentos

### Espaçonave

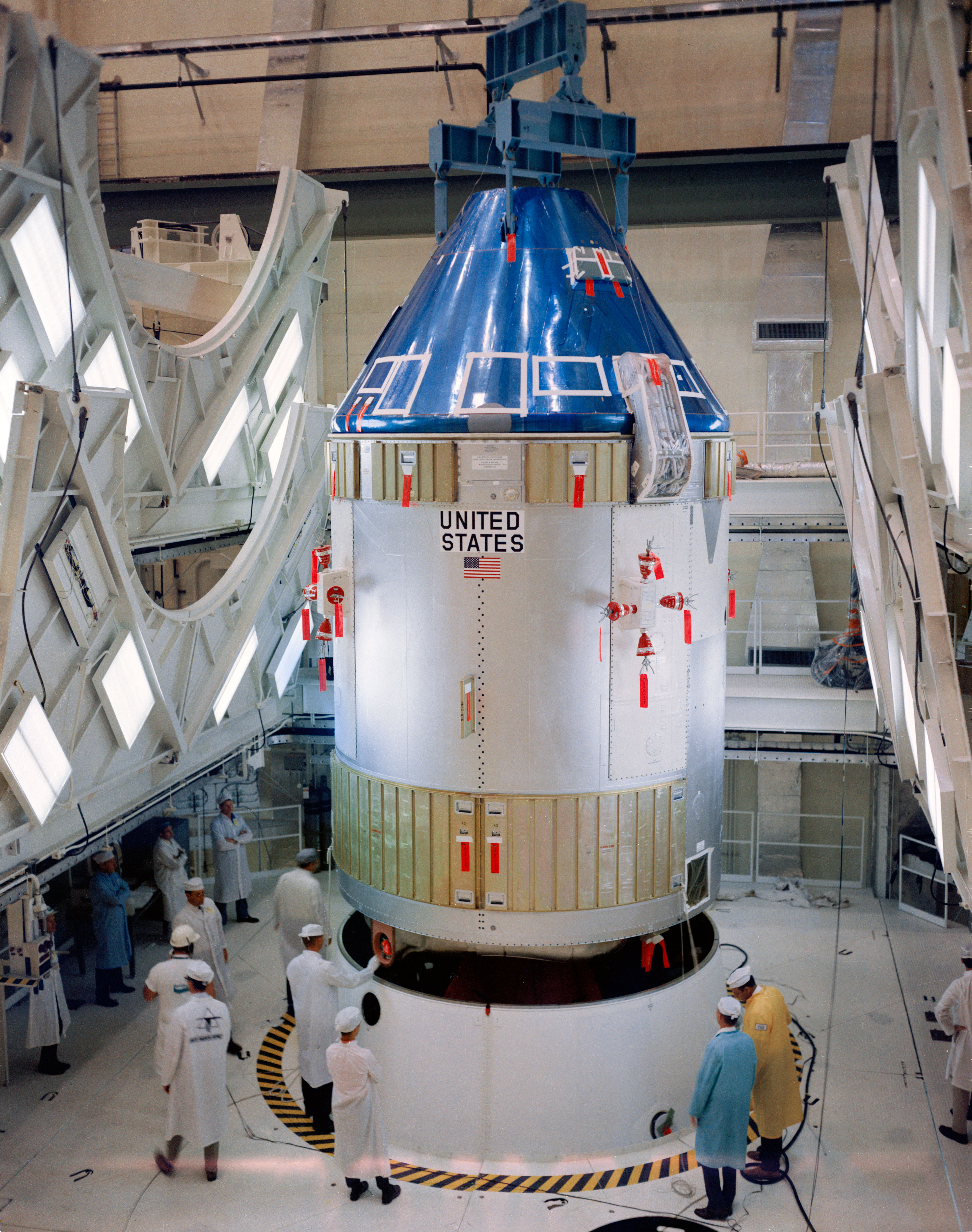
O CSM-101, 5 de agosto de 1968

A espaçonave da Apollo 7 era o Módulo de Comando e Serviço 101, designado CSM-101, o primeiro do Bloco II a ir para o espaço. As naves do Bloco II tinham a capacidade de acoplar com um Módulo Lunar, porém este não voou na Apollo 7. O Sistema de Escape de Lançamento e o Adaptador Espaçonave/Módulo Lunar também eram considerados partes da espaçonave, mas este último não continha um Módulo Lunar e em vez disso proporcionava uma estrutura de junção entre o Módulo de Serviço e a Unidade de Instrumentos do segundo estágio S-IVB. Um enrijecedor estrutural substituiu o Módulo Lunar. O Sistema de Escape de Lançamento era descartado depois do acionamento do S-IVB, enquanto o Adaptador era deixado para trás no S-IVB depois da separação do módulo em órbita.
O Módulo de Comando e Serviço do Bloco II foi amplamente redesenhado depois do incêndio da Apollo 1; mais de 1 800 mudanças foram recomendadas, com aproximadamente 1 300 tendo sido implementadas para a Apollo 7. De destaque dentre essas mudanças estava uma nova escotilha feita de alumínio e fibra de vidro que se abria para fora, com os astronautas podendo abri-la de dentro em sete segundos e a equipe de plataforma podendo fazer o mesmo por fora em dez segundos. Outras mudanças incluíram a substituição de tubulações de alumínio no sistema de oxigênio de alta pressão por aço inoxidável, substituição de materiais inflamáveis por não inflamáveis (incluindo a mudança de interruptores de plástico por versões feitas de metal), equipamentos de combate a fogo e um sistema de oxigênio de emergência para a proteção dos astronautas em caso de incêndio, que os isolariam de gases tóxicos.
Grissom tinha nomeado sua espaçonave da Gemini III de Molly Brown, com a NASA depois disso tendo proibido nomeações de naves. Mesmo assim, Schirra queria nomear o CSM-101 de Phoenix, porém não recebeu permissão. O Módulo de Comando da Apollo 9 foi o primeiro a receber um sinal de chamada diferente da designação da missão, pois um Módulo Lunar que se separaria do Módulo de Comando também voou na missão.

### Saturno IB

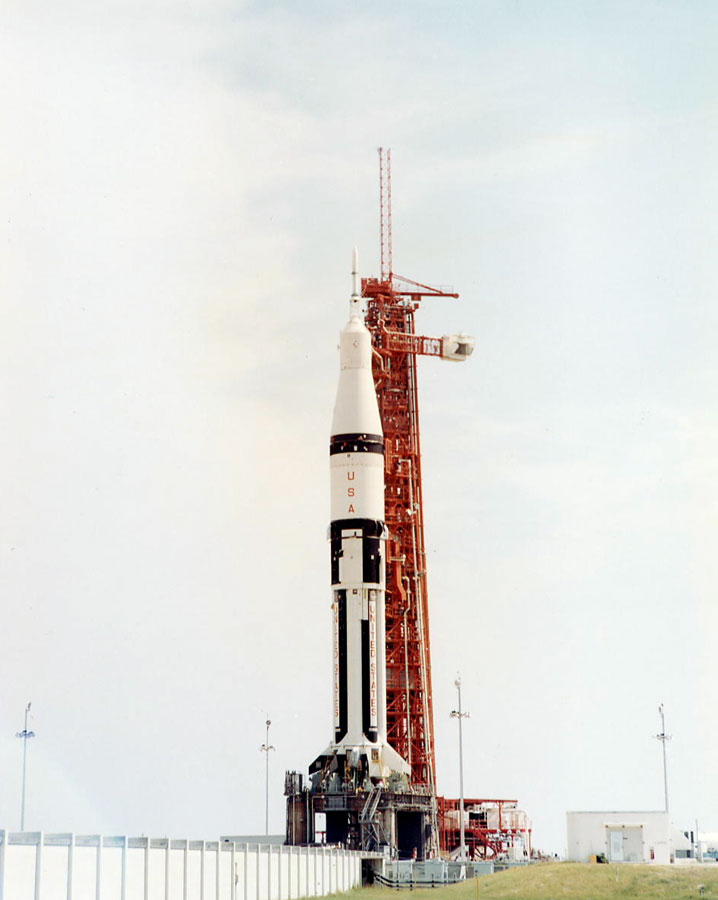
O Saturno IB SA-205 com a Apollo 7 no Complexo de Lançamento 34

O foguete da Apollo 7 seria um Saturno IB, em vez do muito maior e mais poderoso Saturno V, devido ao fato da missão ser em órbita terrestre baixa e sem um Módulo Lunar. O Saturno IB da Apollo 7 foi o SA-205, o quinto de seu modelo a ir ao espaço e o primeiro a carregar astronautas. Ele diferia de seus predecessores, possuindo fiações de propelentes mais fortes até o acendedor aprimorado de faíscas dos motores Rocketdyne J-2, com o objetivo de impedir um desligamento prematuro como havia ocorrido na Apollo 6. Análises pós-voo tinham mostrado vazamentos nas fiações dos propelentes dos motores J-2, também usados no Saturno V da Apollo 6.
O Saturno IB era um foguete de dois estágios, com o segundo estágio S-IVB sendo similar ao terceiro estágio do Saturno V, o foguete que seria usado nas missões Apollo posteriores. A Apollo 7 seria a última missão do Programa Apollo a ser lançada por um Saturno IB, com o foguete sendo depois usado para levar tripulações para a estação espacial Skylab e durante a missão Apollo–Soyuz.
A Apollo 7 foi a única missão tripulada do Programa Apollo a ser lançada do Complexo 34 da Estação da Força Aérea de Cabo Kennedy, em Cabo Kennedy. Todas as outras missões espaciais tripuladas norte-americanas de seus programas espaciais posteriores foram lançadas do Complexo 39, no vizinho Centro Espacial Kennedy. O Complexo 34 foi declarado redundante em 1969 e descomissionado, fazendo da Apollo 7 a última missão espacial tripulada lançada da Estação da Força Aérea no século XX.

## Missão
Os principais objetivos da missão eram demonstrar que o Módulo de Comando do Bloco II era habitável e confiável no decorrer do tempo necessário para uma missão lunar, mostrar que o motor do Sistema de Propulsão de Serviço e os sistemas de orientação do Módulo de Comando poderiam realizar um encontro em órbita e realizar uma reentrada e amerrissagem precisa. Além disso, haviam objetivos científicos, incluindo a avaliação dos sistemas de comunicação e a precisão dos sistemas de bordo, como os medidores dos tanques de propelente. Muitas das atividades para a aquisição desses dados foram marcadas para os primeiros dias de voo, pois assim eles já estariam completados caso a missão fosse encerrada prematuramente, permitindo que quaisquer mudanças pudessem ser implementadas antes da missão seguinte.

### Lançamento

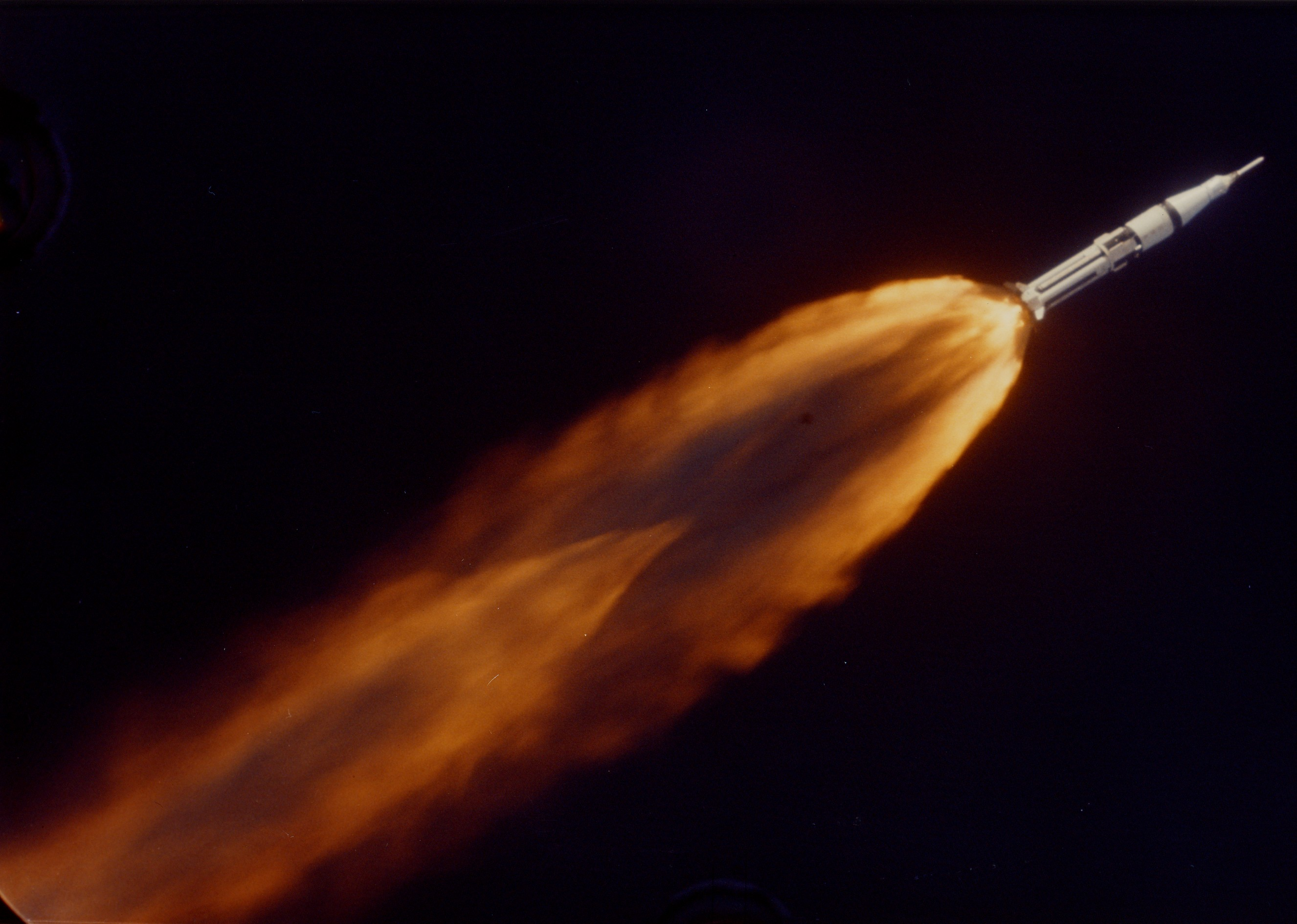
O lançamento do foguete Saturno IB com a Apollo 7 em 11 de outubro de 1968

A Apollo 7 foi a primeira missão tripulada dos Estados Unidos em 22 meses. Ela foi lançada na sexta-feira, 11 de outubro de 1968, às 15h02min45s UTC (11h02min45s EDT, horário local) do Complexo 34. O vento estava soprando do leste durante a contagem regressiva; um lançamento sob essas condições climáticas era uma violação das regras de segurança, pois caso houvesse um problema que forçasse um aborto durante a subida ao espaço, o Módulo de Comando poderia ser jogado de volta para terra em vez de fazer a amerrissagem normal no mar. A Apollo 7 estava equipada com os antigos assentos da Apollo 1, que proporcionavam menos proteção aos astronautas do que versões posteriores. Schirra comentou tempos depois que achava que o lançamento deveria ter sido cancelado, porém os gerentes da missão abriram mão da regra e ele foi forçado a aceitar sob pressão.
A subida ocorreu sem problemas. O Saturno IB teve um bom desempenho e não houve qualquer anomalia durante a fase de impulso. Os astronautas descreveram o lançamento como bem suave. O lançamento da Apollo 7 fez de Schirra a pessoa mais velha a ir ao espaço até então, tendo 45 anos na época, além de o único astronauta a voar nos programas Mercury, Gemini e Apollo.

### Testes

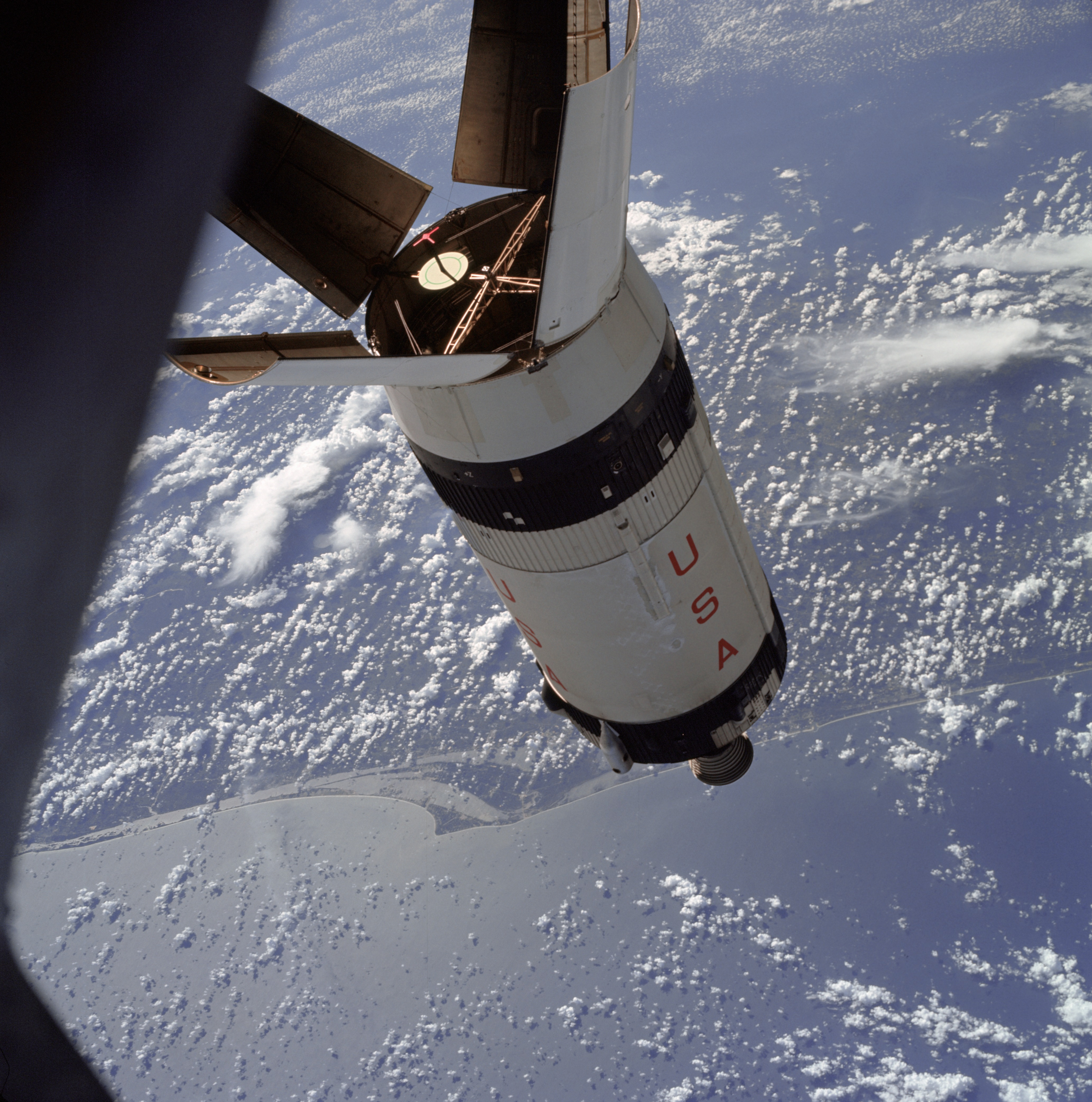
O segundo estágio S-IVB em órbita em 11 de outubro de 1968

Os astronautas realizaram duas ações logo nas primeiras três horas de voo que simularam o que seria necessário para uma missão lunar. Primeiro, manobraram sua espaçonave ainda presa ao S-IVB, como seria necessário para a queima da injeção translunar que a colocaria no caminho para a Lua. Em seguida se separaram do estágio e Schirra manobrou o Módulo de Comando e Serviço para virá-lo e aproximá-lo do alvo de acoplagem preso ao S-IVB, simulando a manobra de acoplagem com o Módulo Lunar que precederia a extração deste para a formação da espaçonave completa. A Apollo 7 permaneceu próxima ao S-IVB por vinte minutos, então Schirra permitiu que o estágio se afastasse 122 quilômetros em preparação para a tentativa de encontro que ocorreria no dia seguinte.
Os astronautas comeram uma refeição quente, a primeira desse tipo preparada em uma espaçonave norte-americana. Schirra levou café instantâneo, mesmo contra as oposições dos médicos da NASA, que argumentavam que não adicionava nada nutricionalmente. Ele relatou cinco horas depois do lançamento que tinha gostado e tomado todo o seu primeiro saco plástico de café.
O propósito do encontro era demonstrar a capacidade do Módulo de Comando e Serviço de igualar órbitas com um Módulo Lunar e resgatá-lo no caso de uma alunissagem abortada ou depois da decolagem da superfície da Lua. Isto deveria ocorrer no segundo dia da missão. Entretanto, Schirra relatou estar com um resfriado e recusou o pedido do Controle da Missão de que a tripulação ligasse e testasse a câmera de televisão antes do encontro, mesmo com Slayton tendo argumentado a favor diretamente com ele, citando como justificativa seu resfriado, o fato dos astronautas ainda não terem comido e de que o cronograma e afazeres já estava cheio.
O encontro foi complicado pelo fato da Apollo 7 não ter um radar de encontro, algo que as missões lunares teriam. O Sistema de Propulsão de Serviço, o motor que colocaria e tiraria os Módulos de Comando e Serviço da órbita lunar, até então só tinha sido acionado em testes na Terra. Os astronautas tinham confiança que funcionaria, porém temiam que ele pudesse disparar de maneira inesperada, necessitando um fim prematuro da missão. As queimas seriam computadas no Controle da Missão, mas o trabalho final de manobrar até o S-IVB necessitaria que Eisele usasse o telescópio e sextante para computar as queimas finais, com Schirra controlando os propulsores do Sistema de Controle de Reação. Eisele ficou assustado pelo solavanco repentino quando o Sistema de Propulsão de Serviço foi acionado. O empuxo fez Schirra exclamar "Yabba dabba doo!", uma referência ao desenho animado The Flintstones. A espaçonave estava tremendo fora de controle e Schirra a suavizou próximo do estágio, completando o encontro.

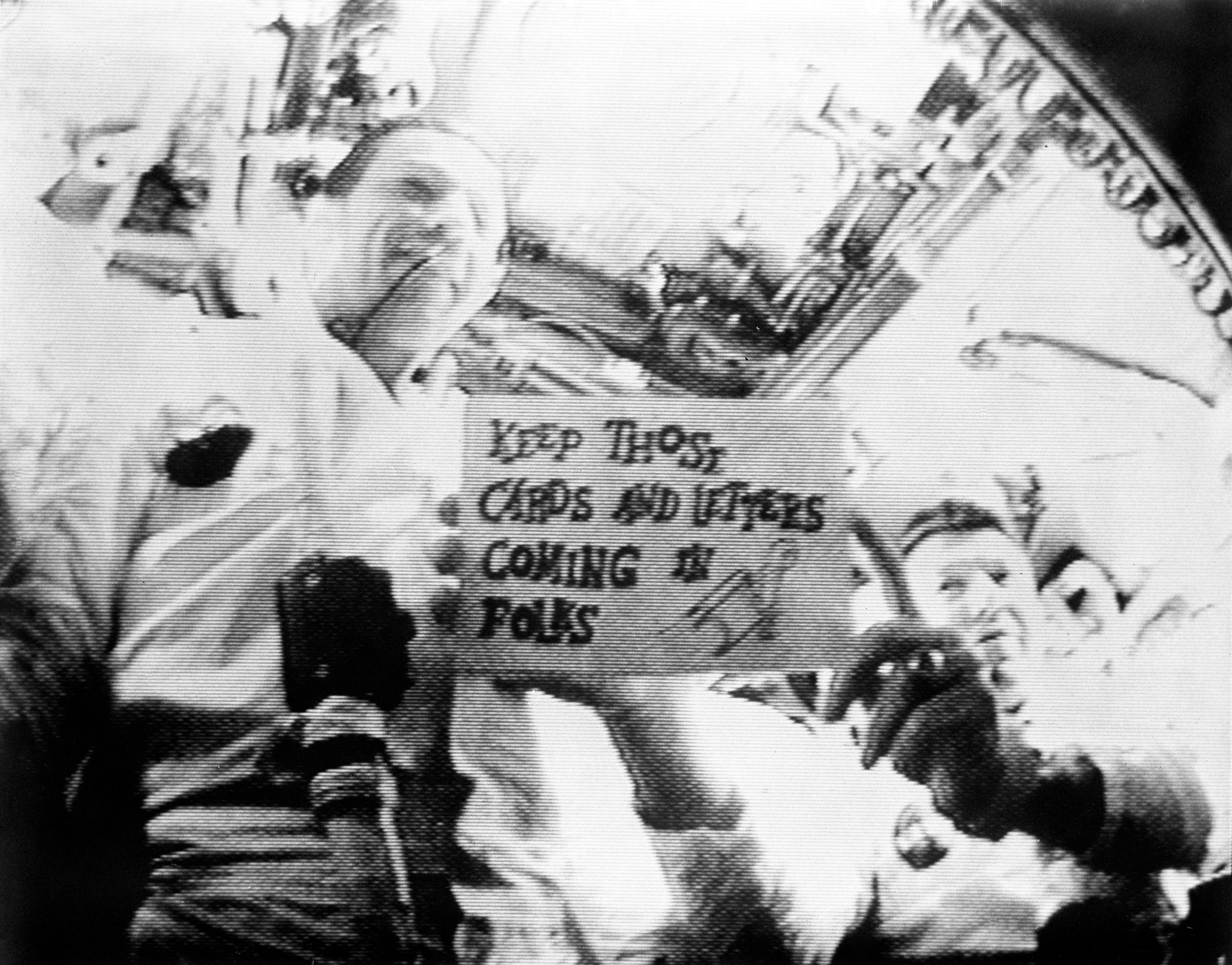
Eisele e Schirra, segurando um cartão, durante a primeira transmissão televisiva da Apollo 7 em 14 de outubro de 1968

A primeira transmissão televisiva ocorreu em 14 de outubro. Ela começou com a visão de um cartão que dizia "Olá da Sala Apollo do alto de tudo", fazendo alusão a líderes de bandas em transmissões de rádio na década de 1930. Cunningham serviu como o operador de câmera e Eisele como mestre de cerimônias. A transmissão durou sete minutos e os astronautas mostraram a espaçonave e deram ao público vistas do sul dos Estados Unidos. Schirra, antes do final da transmissão, segurou outro cartão que dizia "Mantenham esses cartões e cartas vindo, pessoal", outra antiga fala de rádio que tinha sido usada recentemente por Dean Martin. Esta foi a primeira transmissão televisiva de uma espaçonave norte-americana; o astronauta Gordon Cooper tinha transmitido imagens de varredura lenta da Mercury-Atlas 9 em 1963, porém eram de muita baixa qualidade e nunca foram colocadas na televisão. Segundo Jones, "esses astronautas aparentemente amigáveis tinham entregue à NASA um grande golpe de relações públicas". Seguiram-se transmissões televisivas diárias de por volta de dez minutos, durante as quais os tripulantes seguraram mais cartões e ensinaram o público sobre viagens espaciais; eles receberam um Prêmio Emmy especial depois de voltarem para a Terra por causa das transmissões.
No mesmo dia, o recebedor de radar de bordo foi capaz de travar em um transmissor na Terra, mostrando que um Módulo de Comando em órbita lunar poderia manter contato com um Módulo Lunar retornando da superfície. Vários outros testes foram realizados na missão, incluindo dos sistemas de propulsão, navegação, ambiental, elétrico e térmico. Todos tiveram bons resultados. Segundo os historiadores Francis French e Colin Burgess, "A espaçonave Apollo redesenhada era melhor do que todos ousavam esperar". Eisele achou que a navegação não era tão fácil quanto antecipada; ele teve dificuldades em usar o horizonte da Terra no alinhamento de estrelas por causa da difusão da atmosfera, enquanto despejos de água tornou difícil discernir quais pontos brilhantes eram estrelas ou partículas de gelo. O Sistema de Propulsão de Serviço foi disparado oito vezes, todas sem problemas.
Uma dificuldade encontrada foi o cronograma de períodos de sono, que requeria que um astronauta sempre estivesse acordado; Eisele era o que deveria permanecer acordado enquanto Schirra e Cunningham dormiam, tendo seu período de sono durante parte do tempo em que os outros dois estariam acordados. Isto não funcionou bem, pois era complicado para os tripulantes trabalharem sem fazerem barulho. Cunningham comentou que certa vez acordou e encontrou Eisele cochilando.

### Conflitos e retorno
Schirra comentou décadas depois que, por a NASA ter permitido o lançamento sob as condições de vento adversas, "Eu estava bravo e com bom motivo. A missão nos pressionou ao limite em termos de risco". Jones escreveu que "Essa disputa pré-lançamento foi o prelúdio de um cabo de guerra sobre as decisões de comando pelo restante da missão". A falta de sono e o resfriado de Schirra provavelmente contribuíram para o conflito entre os astronautas e o Controle da Missão que surgiu de tempos em tempos.

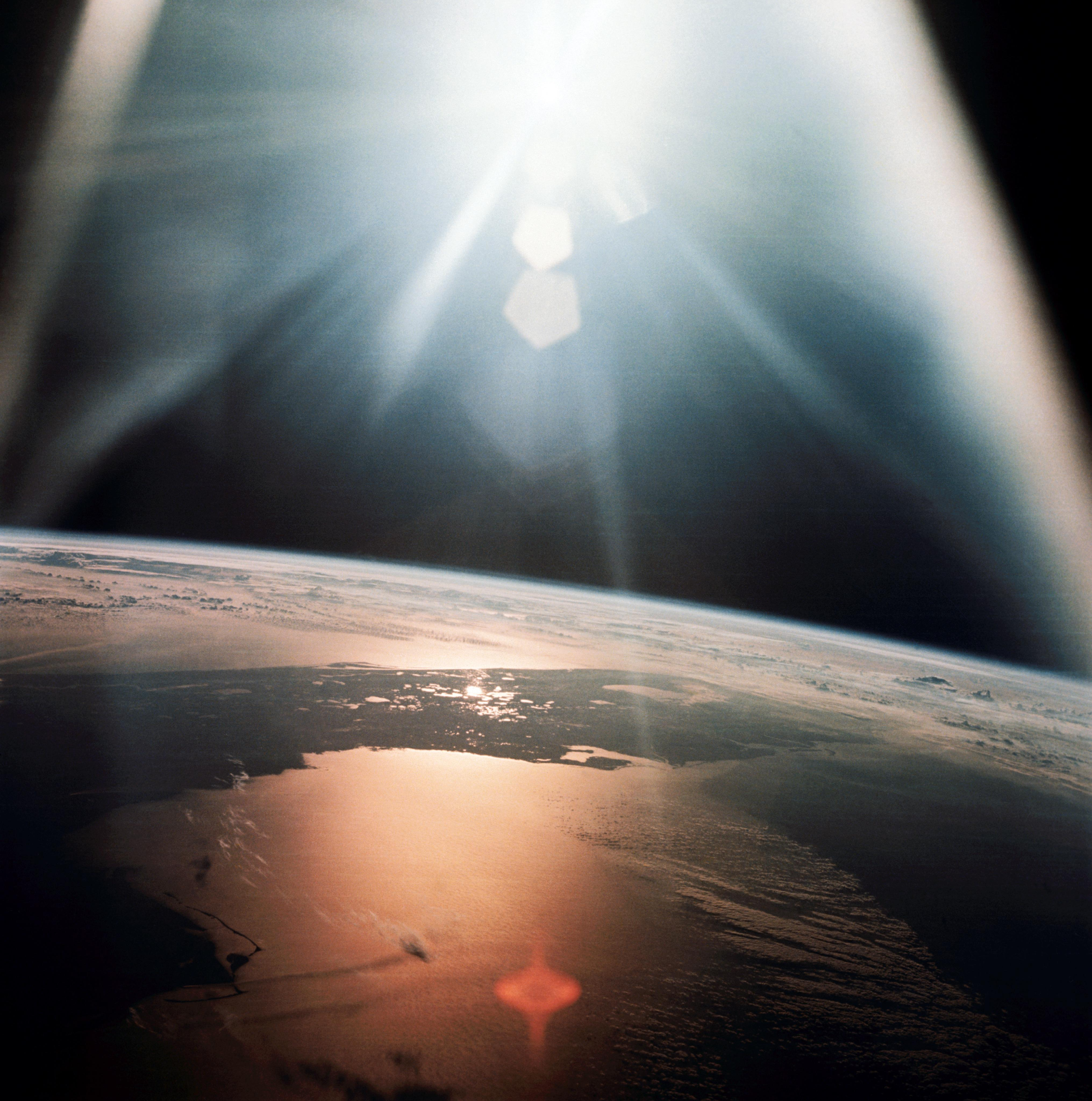
A Flórida vista da Apollo 7

O teste da câmera de televisão resultou em uma discussão entre os astronautas e o Controle da Missão. Schirra exclamou: "Vocês adicionaram duas queimas para esse cronograma de voo, e vocês adicionaram um despejo de água de urina; e nós temos um veículo novo aqui, e eu posso dizer para vocês neste momento que a TV será adiada sem mais discussões até depois do encontro". Ele escreveu que "nós resistiríamos a qualquer coisa que interferisse com nossos principais objetivos da missão. Nessa manhã de sábado em particular, um programa de TV claramente interferia". Eisele concordou, afirmando tempos depois que "Nós estávamos preocupados com preparações para aquele exercício importante e não queríamos desviar nossa atenção para o que na época pareciam trivialidades. [...] O pessoal em terra evidentemente achou diferente; houve uma verdadeira comoção sobre a tripulação cabeça quente e recalcitrante da Apollo 7, que não aceitava ordens". French e Burgess escreveram que "Quando essa questão é considerada objetivamente – que em uma missão cheia de coisas, os testes de encontro, alinhamento e motor devem ser feitos antes de programas de televisão – é difícil argumentar contra ele". Apesar de Slayton ter cedido à Schirra, a atitude deste surpreendeu os controladores de voo.
No oitavo dia da missão, foi pedido a Eisele que ele seguisse um novo procedimento passado de terra e isso fez o computador da espaçonave travar, com ele respondendo para o Controle da Missão que "Nós não conseguimos os resultados que vocês queriam. Na verdade, não conseguimos porcaria nenhuma [...] podem apostar [...] no que nos diz respeito, alguém ai embaixo ferrou regiamente quando jogou essa para nós". Schirra depois afirmou que acreditava que esta tinha sido a principal ocasião em que Eisele realmente transtornou o Controle da Missão. Mais conflitos ocorreram no dia seguinte, com Schirra dizendo ao Controle da Missão que "Eu gostaria que vocês encontrassem o nome do idiota que pensou nesse teste. Eu quero saber e eu quero falar com ele pessoalmente quando eu descer" depois de precisar acionar o Sistema de Controle de Reação repetidas vezes para manter a espaçonave estável durante um teste. Eisele complementou Schirra dizendo "Aproveitando isso, encontrem quem sonhou com o 'teste de horizonte P22'; essa também é uma beleza". O P22 referia-se ao Programa 22 do Computador de Orientação da Apollo, um meio de conseguir uma posição navegacional da espaçonave; fora pedido a Eisele no início do dia que ele realizasse um teste de "avistamentos do horizonte P22", com ele respondendo "O que diabos é um avistamento de horizonte P22?".

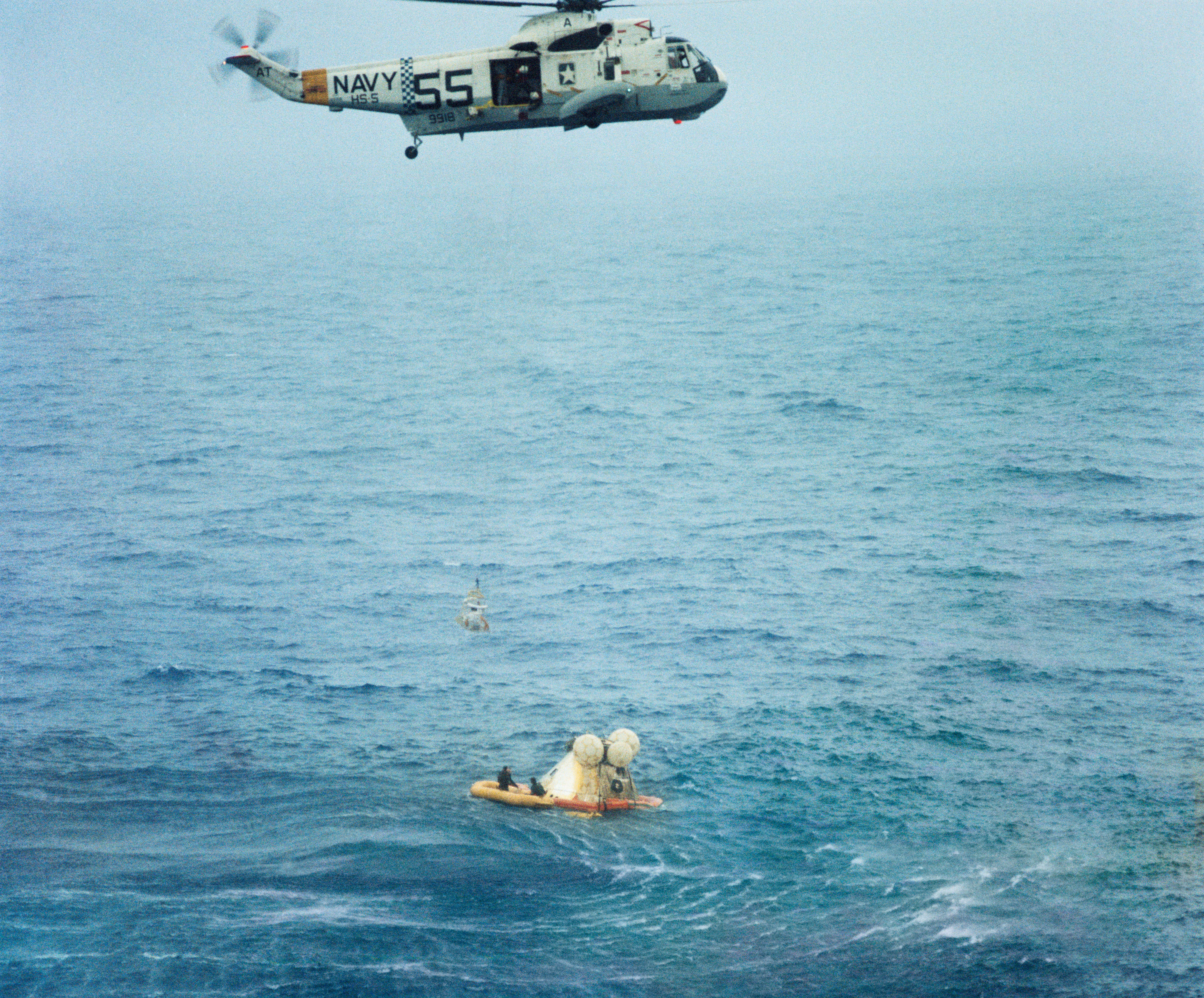
Um dos astronautas é içado para o helicóptero de resgate depois da amerrissagem, 22 de outubro de 1968

Outra fonte de tensão entre os astronautas e o Controle da Missão foi Schirra ter expressado sua opinião repetidas vezes de que a reentrada na atmosfera deveria ser feita sem capacetes. Ele enxergava um risco que seus tímpanos pudessem estourar devido à pressão do sinus de seus resfriados, com os três querendo poder beliscar e assoprar seus narizes para equalizarem a pressão enquanto ela crescia durante a reentrada. Isto não seria possível com eles usando capacetes. Schirra, no decorrer de vários dias, recusou todos os conselhos de terra de que os capacetes deveriam ser usados, afirmando que era sua prerrogativa como comandante decidir o assunto, porém Slayton o avisou de que ele teria de responder por essa atitude depois do fim da missão. Schirra firmou décadas depois do voo que "Neste caso eu tinha um resfriado, eu tive discussões suficientes com a terra e eu não tinha muito mais tempo para falar se deveríamos colocar ou não os capacetes. Em essência, eu disse que estou a bordo, estou comandando. Eles poderiam usar todas as braçadeiras pretas que quisessem se eu morresse ou se eu perdesse a audição. Mas eu tinha a responsabilidade de completar a missão".
A Apollo 7 retornou em segurança para a Terra no dia 22 de outubro de 1968, amerrissando no Oceano Atlântico Norte às 11h11min48s UTC a aproximadamente 370 quilômetros sul-sudoeste das Bermudas, apenas treze quilômetros de distância do navio de resgate, o porta-aviões USS Essex. A missão durou ao todo dez dias, vinte horas, nove minutos e três segundos.

## Legado

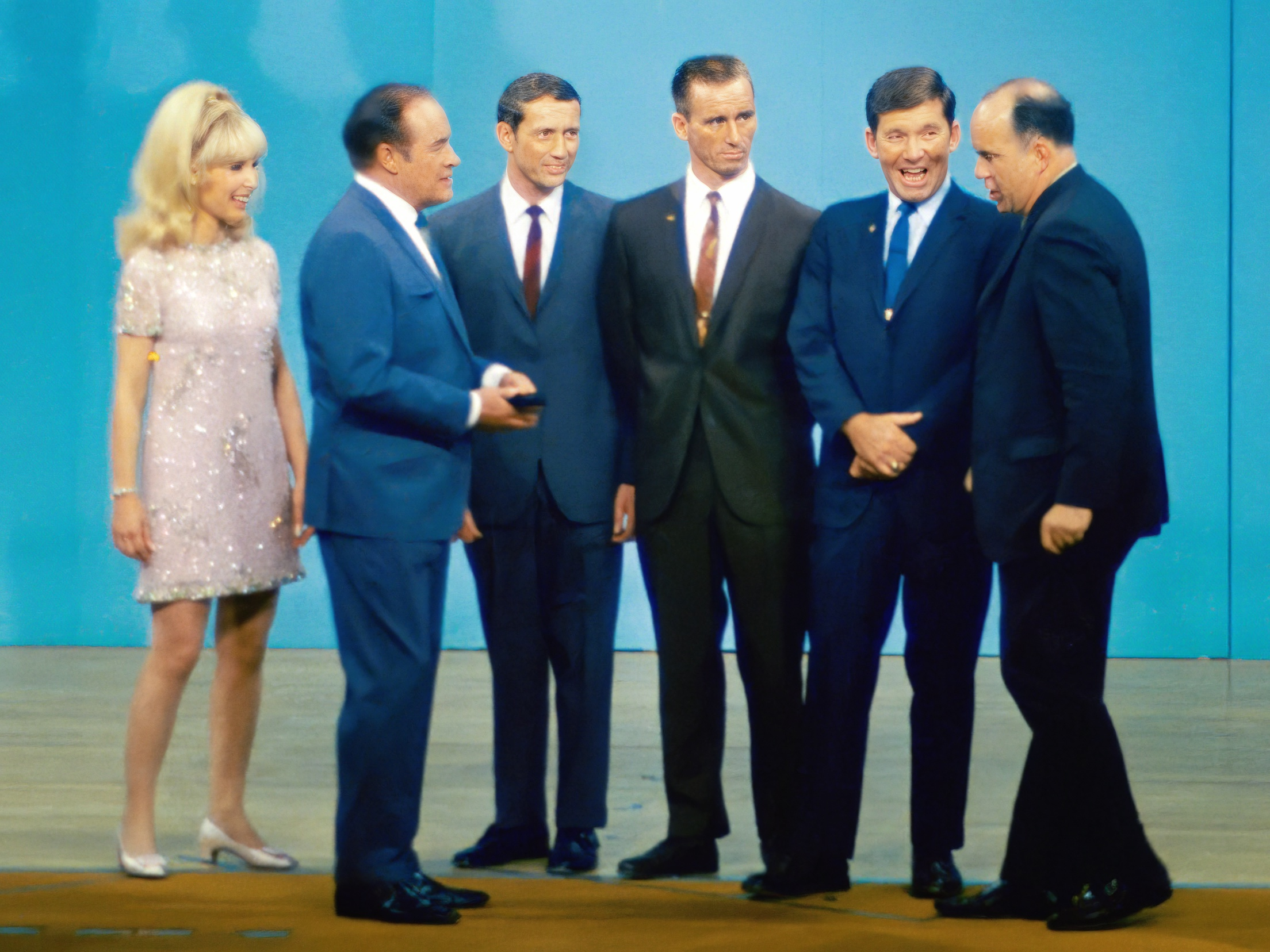
Barbara Eden, Bob Hope, Eisele, Cunningham, Schirra e Paul Haney no The Bob Hope Show, 6 de novembro de 1968

A NASA laureou Schirra, Eisele e Cunningham com sua Medalha de Serviço Excepcional em reconhecimento por seu sucesso na missão. O presidente Lyndon B. Johnson realizou uma cerimônia em seu rancho em 2 de novembro com o objetivo de presentear os astronautas com esse prêmio. Ele também entregou a Medalha de Serviço Distinto, a maior honraria concedida pela NASA, para o recém aposentado James Webb, administrador da agência, por sua "excepcional liderança do programa espacial da América" desde o início do Programa Apollo. Os astronautas depois visitaram a Casa Branca em dezembro. Antes disso, em 6 de novembro, o comediante Bob Hope transmitiu um especial televisivo a partir do Centro de Espaçonaves Tripuladas para homenagear a tripulação da Apollo 7. Também participaram da transmissão Paul Haney, o Diretor de Relações Públicas do centro, e a atriz Barbara Eden, protagonista da série de comédia I Dream of Jeannie, que tinha astronautas entre seus personagens regulares.
A missão cumpriu todos os seus objetivos de verificar a aptidão do Módulo de Comando, o que permitiu que o voo da Apollo 8 para a Lua ocorresse apenas dois meses depois. O jornalista John T. McQuiston escreveu no The New York Times em 1987 que o sucesso da Apollo 7 renovou a confiança do programa espacial da NASA. Jones afirmou que "Thomas Paine, o administrador da NASA, deu a permissão para a Apollo 8 lançar em dezembro e orbitar a Lua três semanas depois da tripulação da Apollo 7 ter retornado. A Apollo 7 entregou à NASA seu julgamento de fogo; foi o primeiro pequeno passo por um caminho que levaria outra tripulação, nove meses depois, para o Mar da Tranquilidade".
O general Samuel C. Phillips, o Gerente do Programa Apollo, afirmou na época que a "Apollo 7 entra no meu livro como uma missão perfeita. Nós realizamos 101 por cento dos nossos objetivos". Christopher C. Kraft, o Diretor de Operações de Voo, escreveu que "Schirra e sua tripulação fizeram tudo; ou pelo menos tudo que contava [...] provaram para a satisfação de todos que o motor do [Sistema de Propulsão de Serviço] era um dos mais confiáveis que jamais mandamos para o espaço. Eles operaram os Módulos de Comando e Serviço com verdadeiro profissionalismo". Eisele chegou a afirmar que "Nós fomos insolentes, arrogantes e até maquiavélicos algumas vezes. Chame de paranoia, chame de inteligência; o trabalho foi feito. Tivemos um voo excelente". Kraft afirmou em 1998 que "nós todos olhamos para trás agora com uma perspectiva maior. Schirra realmente não nos incomodou tanto quanto pareceu na época [...] No final das contas, mesmo com um comandante ranzinza, cumprimos o trabalho como uma equipe".

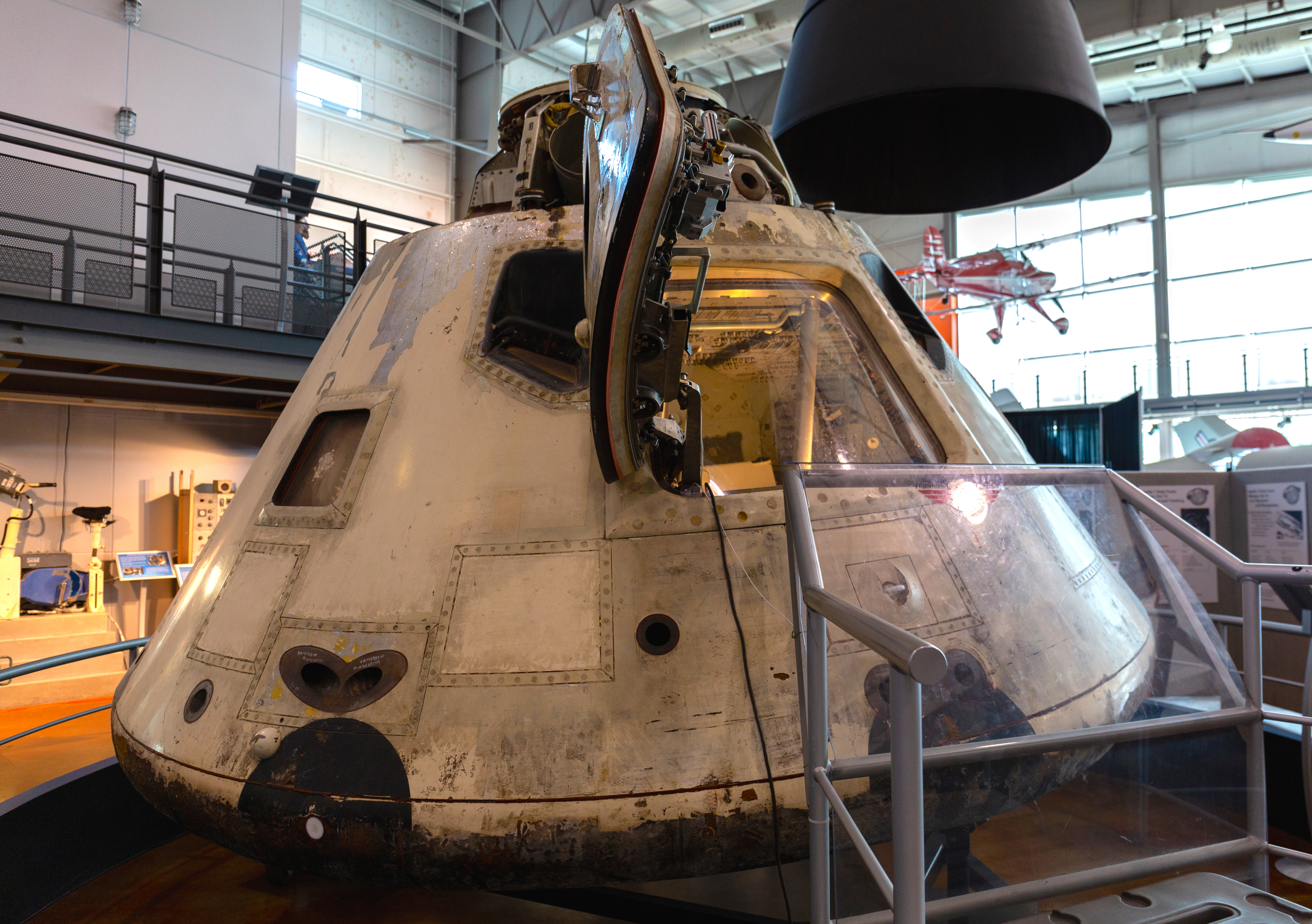
O Módulo de Comando da Apollo 7 no Museu Fronteiras do Voo, em Dallas

Nenhum dos astronautas da Apollo 7 voltou para o espaço. Segundo Lovell, "Apollo 7 foi um voo muito bem-sucedido, eles fizeram um ótimo trabalho, porém foi um voo bem contencioso. Todos eles enfureceram consideravelmente o pessoal em terra e acho que isso impediu voos futuros". Schirra tinha anunciado antes da missão que iria se aposentar da NASA e da Marinha em 1º de julho de 1969. Eisele e Cunningham tiveram suas carreiras espaciais definhadas por seu envolvimento na Apollo 7; alguns relatos afirmam que Kraft disse a Slayton que não queria mais trabalhar com nenhum membro da tripulação. Cunningham confrontou Kraft a respeito disso no início de 1969; este negou, "porém sua reação não foi exatamente de inocência indignada". A carreira de Eisele também pode ter sido afetada pelo fato de ter-se tornado o primeiro astronauta a se divorciar, casando-se novamente logo em seguida, e por uma performance indiferente como reserva da Apollo 10. Ele se aposentou como astronauta em 1970, porém continuou na NASA no Centro de Pesquisa Langley até 1972. Cunningham foi nomeado o líder da divisão Skylab do Escritório dos Astronautas. Ele revelou que recebeu uma oferta informal para comandar a primeira tripulação da Skylab, porém essa função acabou ficando com Pete Conrad e a Cunningham foi oferecido o lugar de comandante reserva, o que fez com que se aposentasse em 1971.
Schirra, Eisele e Cunningham foram a única tripulação de todas dos programas Mercury, Gemini, Apollo e Skylab, além da Apollo–Soyuz, que não foi laureada com a Medalha de Serviço Distinto da NASA imediatamente após sua missão, porém Schirra já tinha recebido a medalha duas vezes antes por seus voos espaciais anteriores. Consequentemente, Michael Griffin, o Administrador da NASA, decidiu finalmente entregar as medalhas para os astronautas em outubro de 2008, "por performance exemplar no cumprimento de todos os objetivos de missão da Apollo 7 e mais na primeira missão Apollo tripulada, pavimentando o caminho para o primeiro voo à Lua na Apollo 8 e a primeira alunissagem tripulada na Apollo 11". Apenas Cunningham ainda estava vivo na época, com Eisele tendo morrido em 1987 e Schirra em 2007. A viúva de Eisele aceitou a medalha em seu lugar, enquanto o ex-astronauta William Anders da Apollo 8 fez o mesmo por Schirra. Outros astronautas do Programa Apollo também estavam presentes, incluindo Neil Armstrong, Buzz Aldrin e Alan Bean. Kraft, apesar dos conflitos anteriores, enviou um vídeo conciliatório de parabenização a Cunningham, dizendo: "Nós dificultamos as coisas para você uma vez, mas você certamente sobreviveu e desde então tem estado extremamente bem [...] Eu, francamente, tenho muito orgulho de poder chamá-lo de amigo".
O Módulo de Comando da Apollo 7 foi exibido em 20 de janeiro de 1969 em um carro alegórico da NASA durante o desfile de posse do presidente Richard Nixon, com Schirra, Eisele e Cunningham estando presentes também. A espaçonave foi transferida em 1970 para o Instituto Smithsoniano, que a emprestou para o Museu de Ciência e Tecnologia do Canadá em Ottawa. Ele retornou para os Estados Unidos em 2004. O módulo está atualmente em exibição no Museu Fronteiras do Voo em Dallas, no Texas.